# Левицький Вадим Петрович
Вади́м Петро́вич Леви́цький (* 8 вересня 1879, село Губівка Єлисаветградського повіту — † 5 жовтня 1959, місто Бобринець Кіровоградської області) — український актор. Заслужений артист УРСР (від 19 листопада 1947 року).

## Біографічні відомості
Онук українського композитора Петра Івановича Ніщинського. Грав на бобринецькій сцені. Останні роки жив і працював у Бобринці.